# Kanz al-fawāʾid
Kanz al-Fawa’id fi tanwi al-mawa’id, souvent Kanz, Kanz al-Fawa’id est un livre de 830 recettes de cuisine, des boissons, des manières de table arabe médiévale écrit en Égypte pendant la période mamelouk (XIIIe siècle, XIVe siècle).
Il est une source d'information précieuse sur les usages, l'agriculture, les réseaux d'approvisionnement et les échanges de l'époque.

## Le livre
Le style est celui du moyen arabe post-classique typique des livres de cuisine arabes de cette époque. Les recettes commencent au passif puis passent à la deuxième personne ou à l'impératif en quelques lignes. L'Égypte avait établi sous les sultanats Ayyoubides une vaste domination autour de la mer Rouge, de la Libye à la Syrie qui est suivie sous les Baharites par une expansion jusqu'au golfe d'Aden et à la Nubie au sud. À l'époque du Kanz elle est au cœur d'une fusion des multiples cuisines de la zone islamisée. Ce multiculturalisme culinaire est accentué par sa place comme point de passage des pèlerins du hajj.
Nawal Nasrallah met en évidence les liens le Kanz, Kitāb al-Wasf al-aṭ'ima al-mu'tāda et le Muhammad bin Hasan al-Baghdadi, elle pense que ces trois livres ont une source commune, et met dans cette famille Kitāb al-Wusla ilā l-habīb fī wasf al-tayyibāt wa-l-tīb (auteur inconnu) ou toutes les préparations sont testées. Marie Josèphe Moncorgé note que des recettes identiques figurent dans ces différents ouvrages.

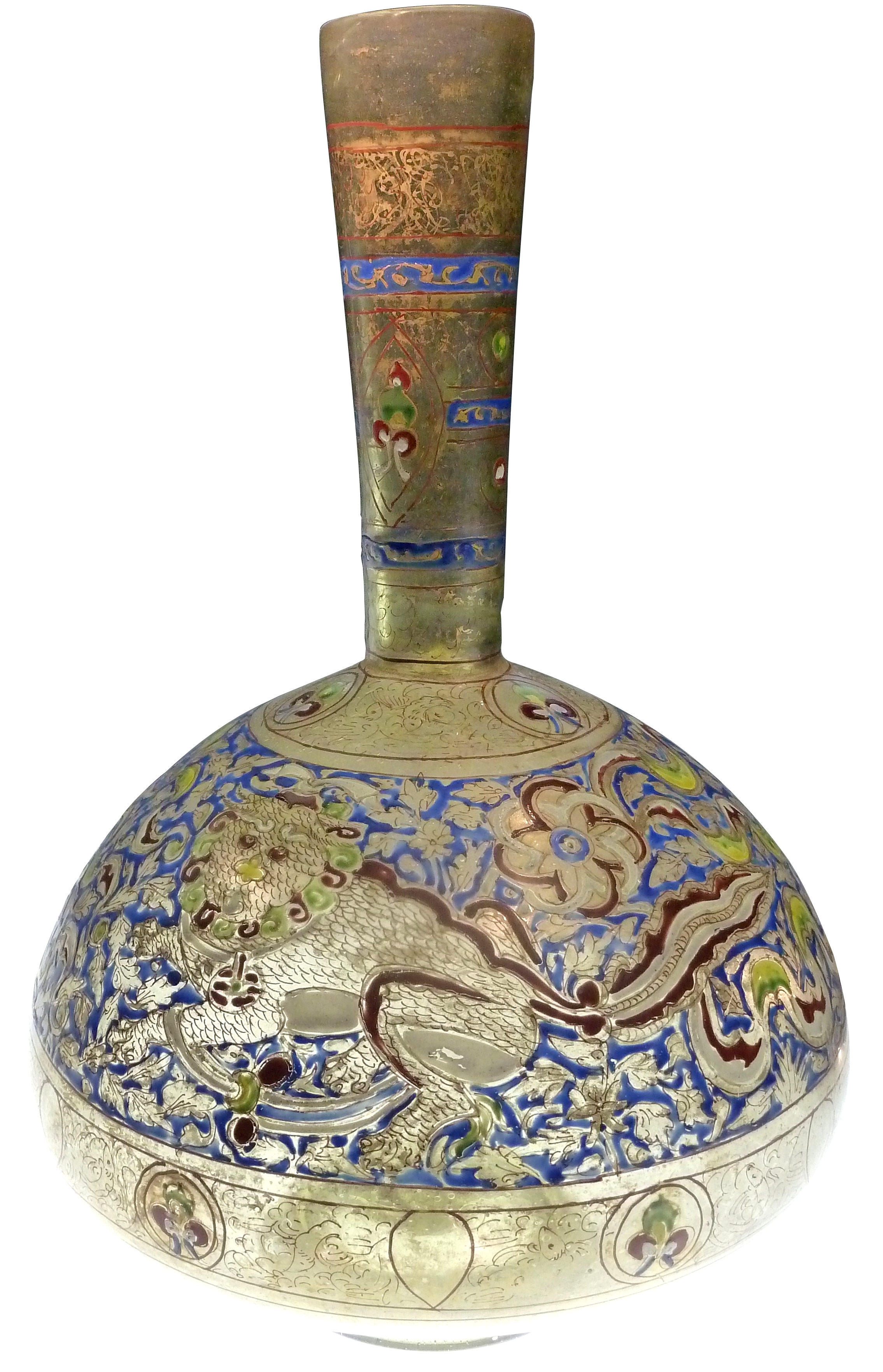
Bouteille d'époque mamelouk contemporaine du Kanz (Lisbonne, Fondation Calouste Gulbenkian)

### Le titre
كنز الفوائد في تنويع الموائد (kanz al-fawa'yid fi tanwie al-maway'id) Chérir les bénéfices de la diversité sur les tables, ou Le trésor de conseils utiles pour la composition d'une table variée.

### L'auteur
Les 4 manuscrits connus sont anonymes sauf celui de Bankipore qui porte une mention manuscrite en page de titre « Attribué à Hunayn b. Ishaq ». Cette attribution est qualifiée de hautement improbable par Nawal Nasrallah. Mohamed Oubahli le qualifie d'Anonyme.
Hunayn ibn Ishaq (1405-1458) était un médecin nestorien qui vécut en Irak, célèbre pour ses traités d'ophtalmologie et de diététique. Nawal Nasrallah a établi que l'ouvrage a été écrit au Caire à la fin du XIVe siècle, parmi ses arguments l'abondance des plats de poisson frais (ṭarī) ou salé (māliḥ) est typiquement cairote (« Les poissons étaient populaires et largement accessibles, car pendant la saison des crues du Nil, même les enfants pouvaient les attraper. Ils étaient souvent consommés avec des ingrédients acides et des épices pour faciliter leur digestion »), les pigeons zaghālīl élevés près du Caire et enfin l'origine égyptienne connue de recettes comme le والتفاح، (waltafa-hu) plat de viande et de fruits égyptien.
L'auteur est manifestement un praticien, il décrit les ustensiles de cuisson, les tours de main, il est implicite sur les dosages (« tu dois doser la quantité de carottes et de poireaux en fonction de la quantité de condiments tahîna, vinaigre, miel et atrâf tîb [mélange d'épices]». Recette de carottes au beurre de sésame) et il goute ses préparations.

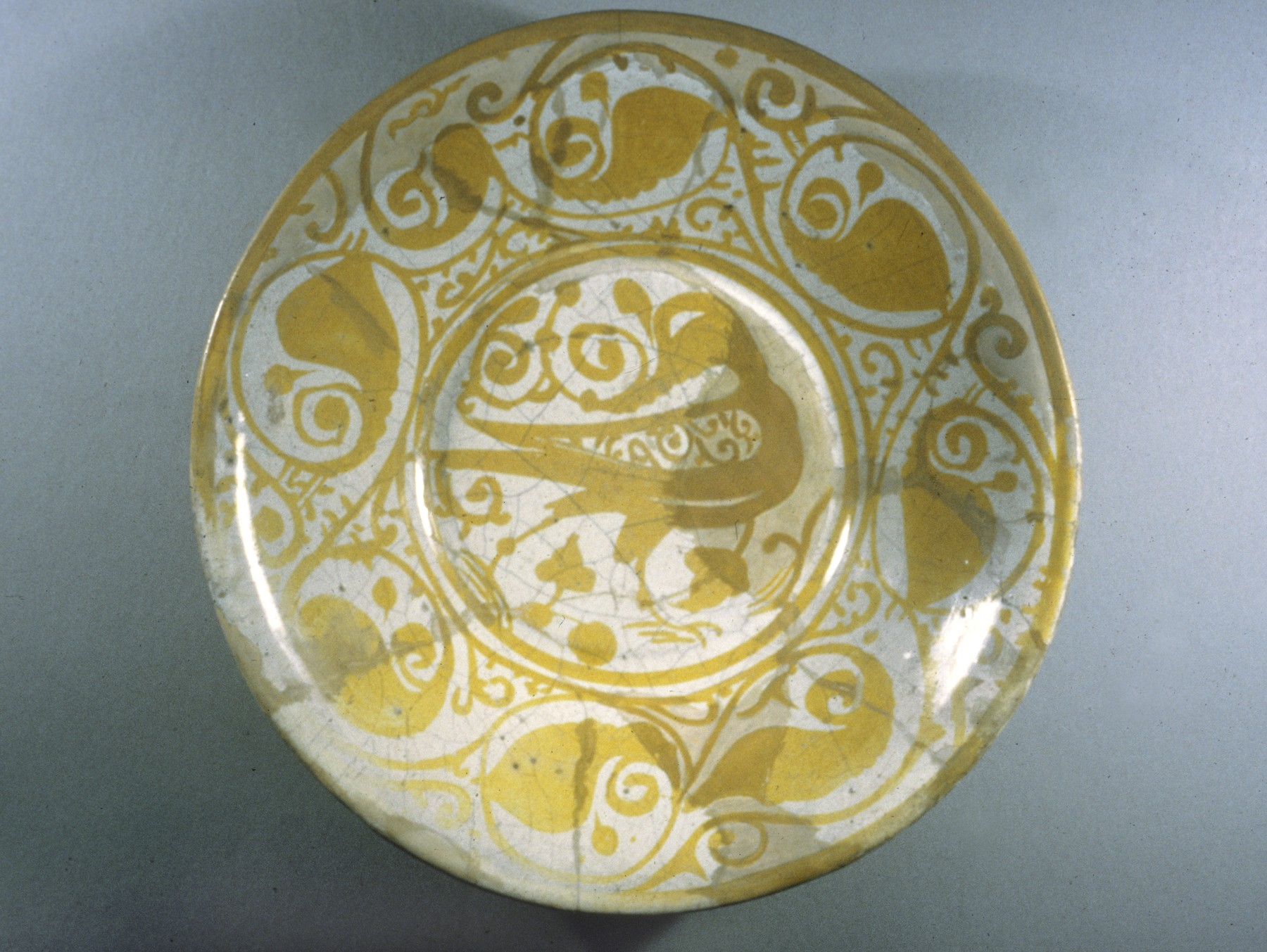
Plat en céramique lustrée, Le Caire (Fustad) XIe siècle

### Le contenu
Le livre comprend 132 chapitres traitant de multiples nourritures, de recettes (dont celles des pains, des conserves, de la nourriture de rue, des boissons), des manières de table. Manuela Marín et David Waines le qualifient de « compendium culinaire d'une complexité considérable », de la cuisine du coin de la rue à la haute gastronomie médiévale. Lilia Zaouali souligne ses vastes horizons culturels : non seulement des recettes régionales égyptiennes, mais aussi un kishk de Khurasan [Iran oriental], des recettes de fromage (qanbarîs) de Mossoul [Irak], Bagdad, Damas [Syrie], un fromage à la mode turkmène [Asie centrale, des navets à la grecque, etc. ». Il s'agit d'une somme qui compile des nombreux ouvrages antérieurs.
Cette richesse fait du Kanz une source d'information de premier ordre sur les plantes cultivées à cette époque par exemple la généralisation de la culture des citrons acides: Kanz donne parmi 46 préparations d'eaux la recette de la ليموناضة (lymunada) limonade (eau, sucre, jus de citron acide) boissons des voyageurs, et utilise le citron acide dans ses recettes de poisson.

## Les recettes

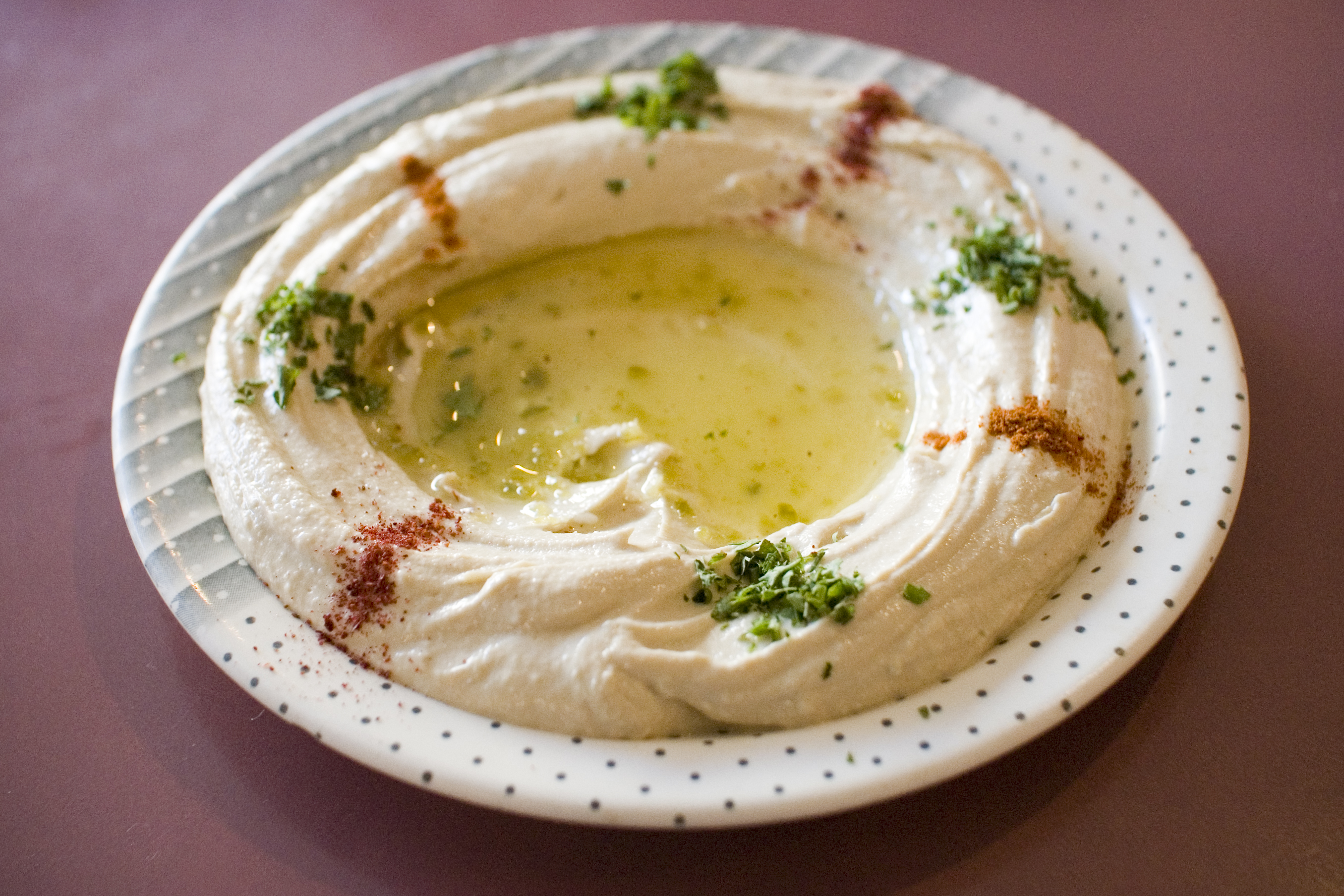
Houmous à l'égyptienne avec huile d'olive

### Houmous
La recette d'houmous (purée de pois chiches) du Kanz donne une idée de la richesse et des constantes aromatiques des préparations du Moyen Âge arabe:
« Cuire les pois chiches à l'eau, les piler, tamiser pour obtenir une purée fine. Y mélanger du vinaigre de vin, de la pulpe de citron confit en saumure, de la cannelle, du poivre, du gingembre et un bon persil. La mettre dans le plat de service et parsemer de menthe et de rue hachées. Arroser alors d'une bonne dose d'excellente huile ».(Z6). L. Zaouali la trouve plus légère que les recettes actuelles avec pâte de tahini et ail.
Un autre ouvrage contemporain, le Kitab Wasf al-At'ima al-Mu'tada - qui est un recueil augmenté de recettes sur la base du Kitab al-Tabikh de Muhammad bin Hasan al-Baghdadi (XIIIe siècle) - donne un houmous avec du tahini: « aux pois chiches en purée ajouter « vinaigre, huile d'olive, tahini (pâte de sésame), du poivre noir, de l' atraf teeb (mélange d'épices), de la menthe, du persil et du thym séché. Ajouter [et continuer à piler] noix, noisettes, d'amandes et de pistache) cannelle, graines de carvi grillées, coriandre en grain, sel, citron confit en saumure et olives. Bien mélanger, laisser reposer une nuit sur l'assiette de service ». Ibn al-'Adeem (XIIIe siècle) donne la même recette dans son Al-wusla ila'l-Habeed fi Wasf al-Tayyibat wa'l-Teeb (Séduire le bien-aimé avec des plats et des parfums exquis) et la termine avec huile d'olive, persil et pistaches hachés, cannelle et des boutons de rose en poudre.

### La crème fraiche

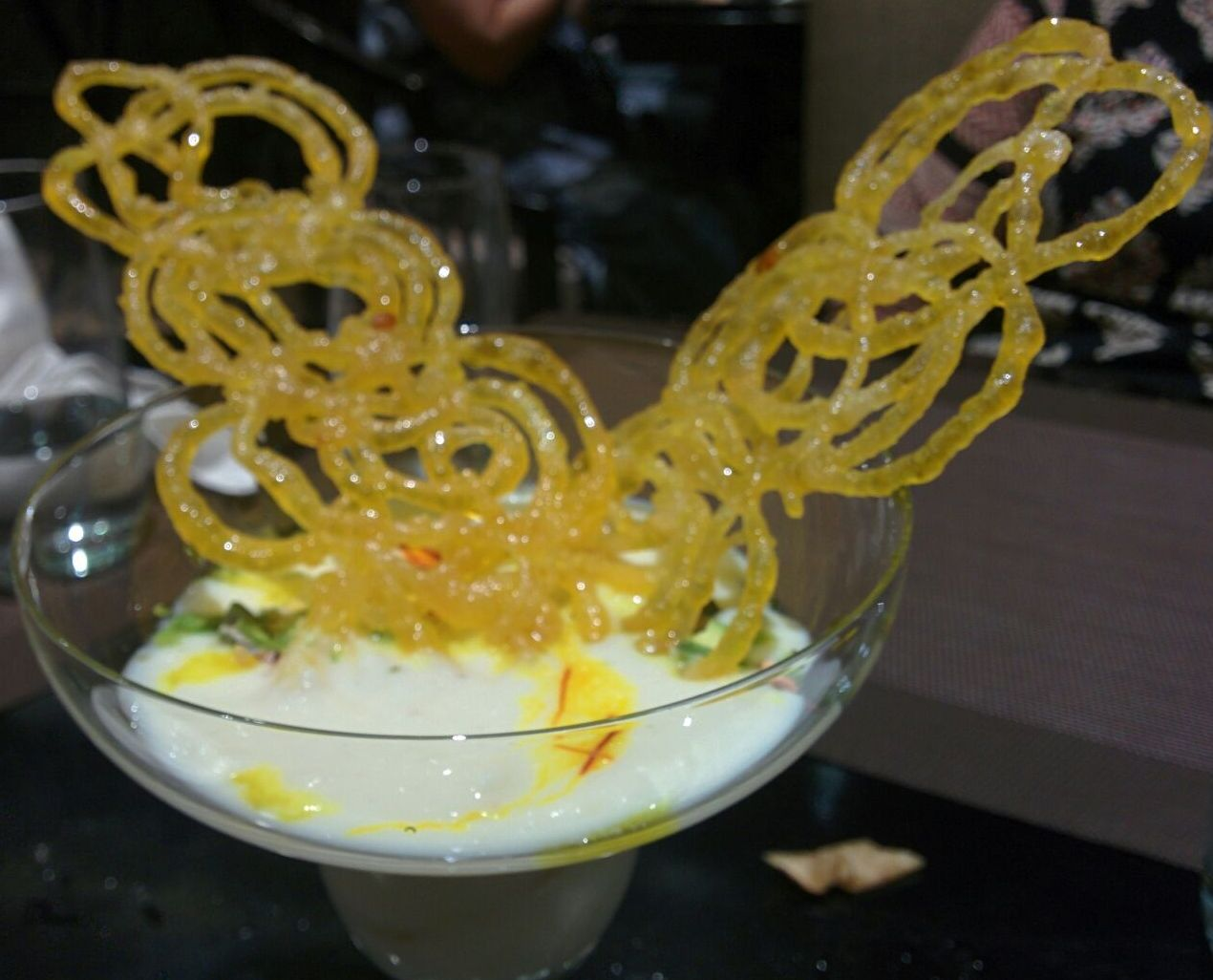
en Inde les Jabeli (sorte de beignet sucré frit comparables au zalâbiyya mushabbaka sont toujours mangés avec une crème sucrée ou rabdi)

Dans le chapitre 17 Plats faits avec des produits laitiers, après avoir expliqué quand traire le soir, laisser reposer le lait une nuit au frais, et comment l'écrémer; le Kanz dit ensuite comment manger la crème fraiche.
Birâf (Z55) : « On aime manger le crème fraiche nature, sans accompagnement, c'est façon la plus simple de l'apprécier. Il y en a qui y mélange du miel, ou du sucre de canne raffiné en poudre. Ahmad al Safasî nous a appris que la meilleure façon de la manger est avec du sirop d'eau de rose. Il écrit qu'il a donné cette recette à des amis qui l'ont préparée et approuvée car l'eau de rose rend le birâf délicieux et en plus lui donne des propriétés bénéfiques qui annulent ses effets indésirables. Si on redoute une indigestion de crème fraiche nature il faut manger ensuite du coing ou de la poire. J'ai vu des gens manger de la crème fraiche avec des zalâbiyya mushabbaka! J'y ai gouté: c'est bon. »
Cette zalâbiyya (dont on évoque l'origine perse), existe de nos jours sous le nom de زلابية (zalabiyeh) ou jalebi et se mange toujours avec une crème à base de yaourt parfumé à l'eau de rose, Kanz reprend la recette donnée par l'andalou Ibn Razin al-Tuyibi (XIIIe siècle) qui fait couler par le trou d'une noix de coco une pâte levée liquide dans une poêle d'huile chaude (Z127), elle est également donnée par l'irakien contemporain Muhammad bin Hasan al-Baghdadi,.

### Les manuscrits
Nawal Nasrallah a travaillé sur 3 manuscrits sur les 4 connus:
- Chester Beatty Library de Dublin. Manuscrit incomplet (manque 6 chapitres)
- Cambridge University Library Edition complète du Manuscrit de Dublin
- Library Bankipore, ce manuscrit commence au chapitre V., la suite est la même que le manuscrit de Cambridge. C'est ce manuscrit est attribué par une note manuscrite sur la page titre à Hunayn b. Ishaq...
- Dar al-Kutub Le Caire, Gotha (accès refusé à Nawal Nasrallah du temps de l'Allemagne de l'Est).

### Les éditions
- (ar) Manuela Marín et David Waines. Kanz al-fawāʾid fī tanwīʿ al-mawāʾid, Beyrouth, Bibliotheca Islamica 40, 1993, réed. 2010, Berlin, Schwarz. 476 p. (ISBN 3-515-05950-4).
- (en) Nawal Nasrallah (traduction de). كنز الفوائد في تنويع الموائد Treasure Trove of Benefits and Variety at the Table: Fourteenth-Century Anonymous Egyptian Cookbook (Un trésors des bienfaits et de la diversité à table : un livre de cuisine égyptienne du quatorzième siècle). Brill, 2017[18].

### Commentaires et analyses
- Lilia Zaouali, préface de Charles Perry. Medieval Cuisine of the Islamic World. A Concise History with 174 Recipes. Traduction anglaise de Malcolm B. DeBevoise. Berkeley, University of California Press, 2009. 224 p., ill. (California Studies in Food and Culture, 18)[19].

- Fabian Müllers. L’interprétation de la cuisine médiévale au XXIe siècle, Université François Rabelais Tours UFR Arts et Sciences Humaines. 2018.

## Voir également

### Auteurs et livres de cuisine du Moyen Âge arabe
Les sources citent une quarantaine de livre de cuisine arabe médiévale. Seuls nous sont parvenus (entre parenthèse le n° d'ordre chez Daniel L. Newman (2020) suivi du nombre de recettes):
- IXe siècle, Bagdad, Kitab al-Tabikh de Ibrahim ibn al-Mahdî
- Xe siècle, Bagdad, Kitab al-Tabikh de Ibn Sayyar al-Warraq (1 - 615),
- XIIIe siècle, Bagdad, Kitab al-Tabikh de Muhammad bin Hasan al-Baghdadi (2 - 161),
- XIIIe siècle, Le Caire, Kitab al Waslat, traditionnellement attribué à Ibn al-Adim (3- 635),
- XIIIe siècle, Al-Andalus, Kitab al-Tabikh Anonyme Andalou, livre et auteur (4 - 528 chez J-M Laurent)
- XIIIe siècle, Al-Andalus, Fudalat al-Khiwan de Ibn Razin al-Tuyibi (5 - 468)
- XIVe siècle, Le Caire, Kanz al-fawāʾid, auteur inconnu (6 - 780)
- XVe siècle, Damas, Kitâb al-tibâkha, attribué à Ibn al-Mabrad ou Mubarrad (9 - 44)
- XVe siècle, Le Caire, Kitāb Zahr al-ḥadīqa fī l-aṭʿima al-anīqa, Ibn Mubārak Shāh (10 - 330)